# بحر تاجیک

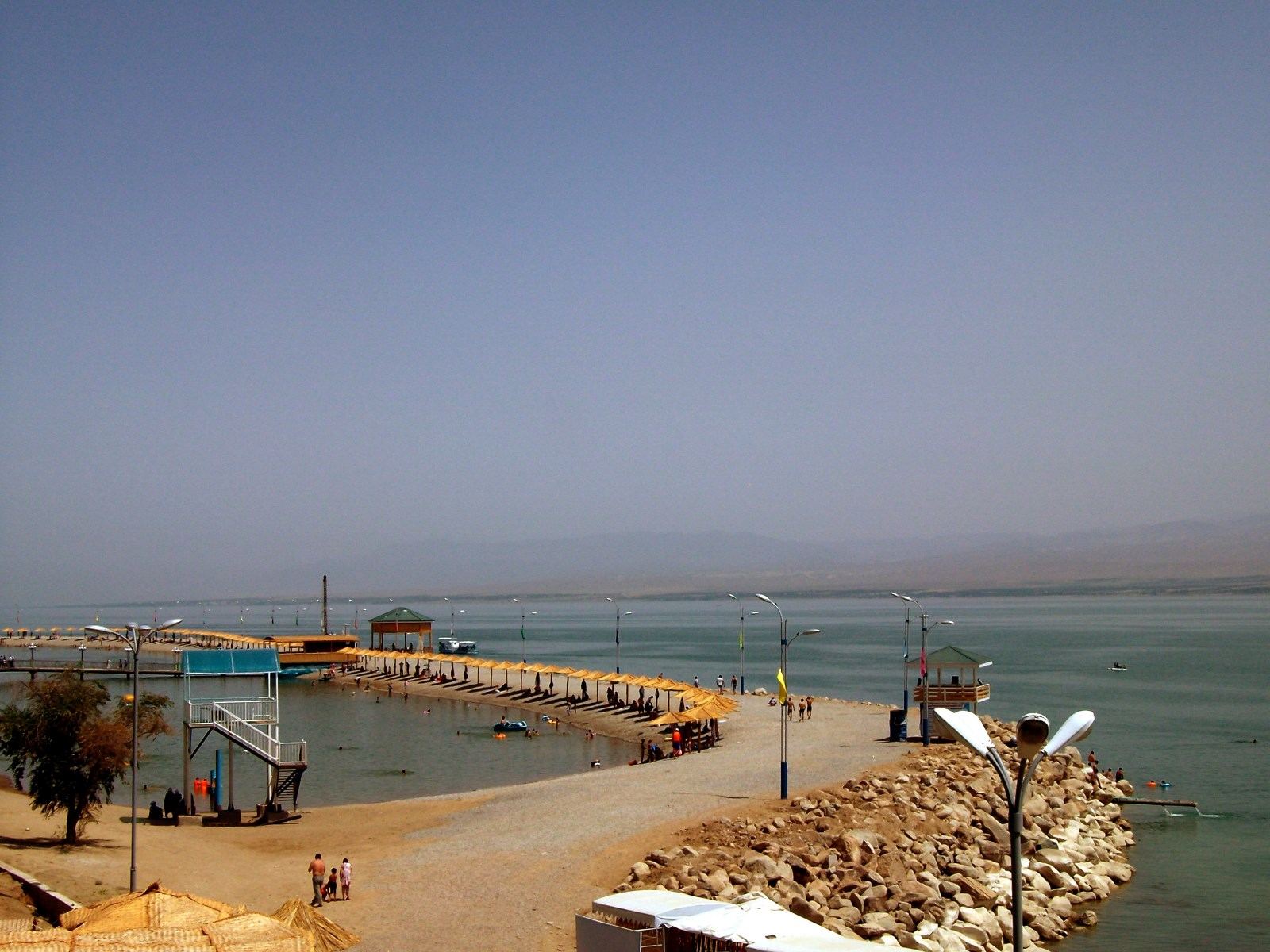
مخزن آب «بحر تاجیک»

«بحر تاجیک»، سابقا «دریاچهٔ قیراق‌قوم» (به تاجیکی: Обанбори Қайроққум) یک مخزن آب سد در ناحیهٔ باباجان غفورف ولایت سغد تاجیکستان است. نام پیشین این مخزن آب «قیراق‌قوم» بوده و نامش در سال ۱۳۹۵ بدست مجلس نمایندگان تاجیکستان به «بحر تاجیک» تغییر کرد. این دریاچهٔ مصنوعی یا مخزن آب در بخش باختری «درهٔ فرغانه» و بر روی رودخانهٔ سیردریا قرار گرفته‌است. مرکز ولایت سغد، شهر خجند در ۱۵ کیلومتری این مخزن آب قرار دارد.

## توضیح
این دریاچهٔ مصنوعی بوسیلهٔ سد قیراق‌قوم ساخته شده و مساحتش ۵۲۳ کیلومتر مربع می‌باشد. درازای این دریاچه ۵۶ کیلومتر و پهنایش ۱۵ کیلومتر است. عمیق‌ترین جای این دریاچه در باختر این آبگاه قرار دارد و ۲۵ متر است. میانگین عمق این دریاچهٔ مصنوعی ۸ متر می‌باشد. در سال ۱۳۸۸ این مخزن آب یک‌سوم از آب خود را از دست داد. آب و هوای این منطقه قاره‌ای و نیمه‌خشک است.

## ساخت و ساز
کار ساخت سد «قیراق‌قوم» به‌منظور تأمین آب کشاورزی و تولید نیروی برق در تابستان ۱۳۳۰ خورشیدی آغاز شد. در سال ۱۳۳۳ تقریباً ۲٬۴۰۰ خانواده برابر با ۱۲٬۰۰۰ نفر از ۲۰ روستای مجاور در کناره‌های این سد و مخزن آب اسکان داده شدند. در سال ۱۳۳۵ خورشیدی کار ساخت این سد به پایان رسید و عملیات پرسازی مخزن آب بحر تاجیک آغاز گردید.

## منطقهٔ حفاظت شده برای حیوانات
در نزدیکی مخزن آب «بحر تاجیک»، یک منطقهٔ حفاظت شده برای پاسداری و حفاظت از گونه‌های گوناگون پرندگان و دیگر جانوران در معرض انقراض در نظر گفته شده‌است. مساحت این منطقه ۱٬۱۵۰ کیلومتر مربع است.